# Gregor Kuhn

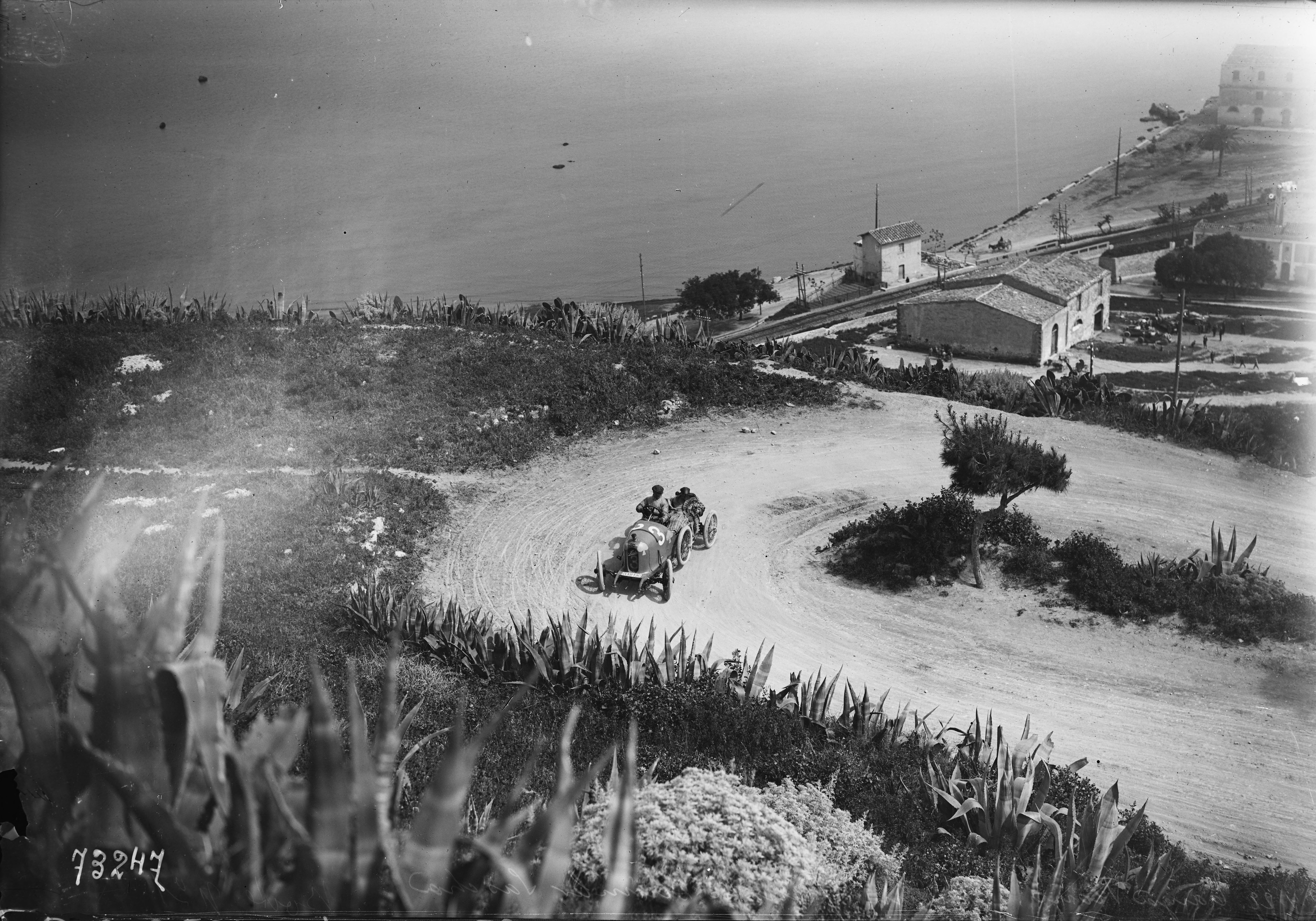
Gregor Kuhn im Austro-Daimler bei der Targa Florio 1922

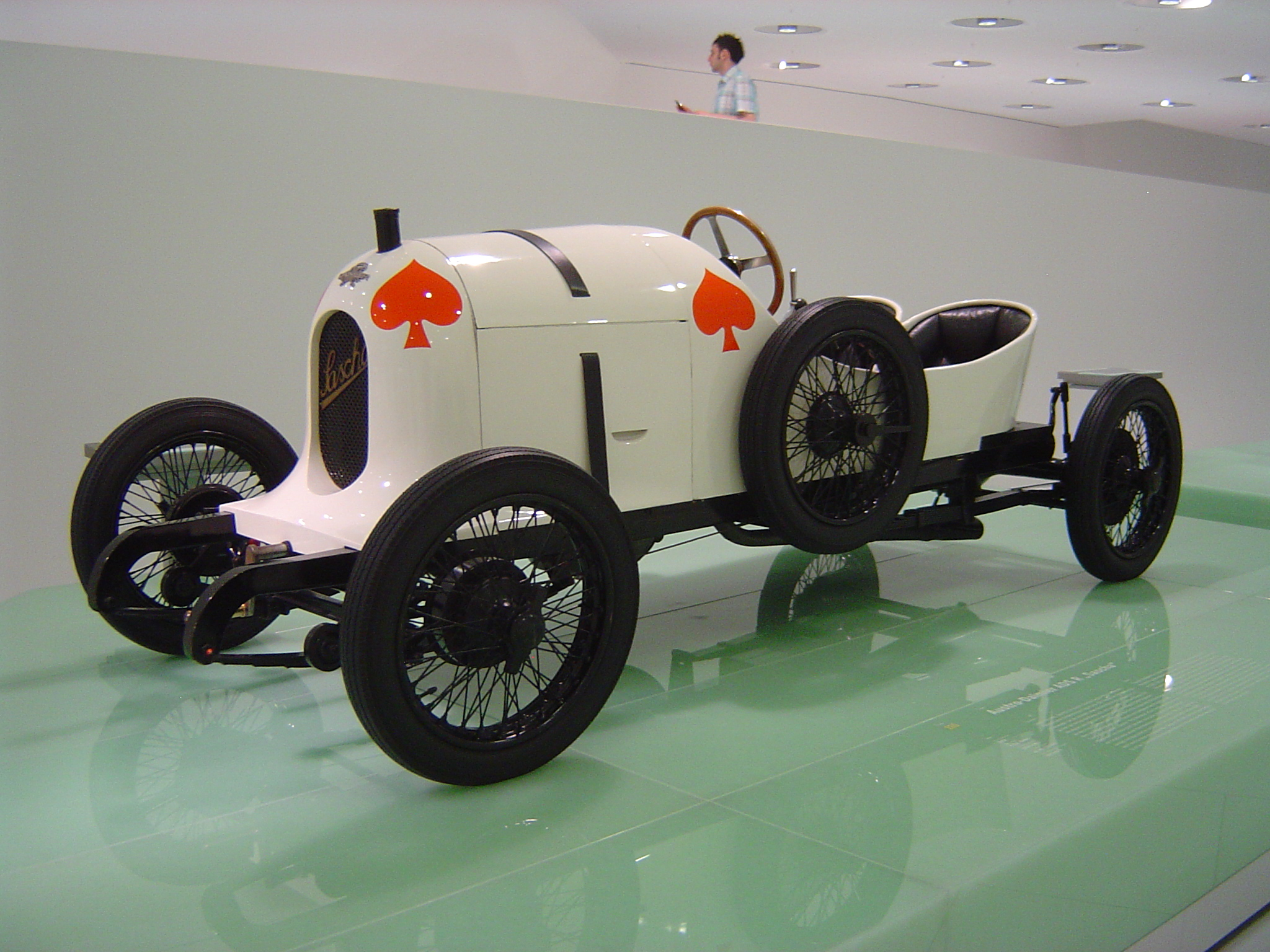
Austro-Daimler Sascha im Porsche-Museum in Stuttgart

Gregor „Fritz“ Kuhn (* im 19. oder 20. Jahrhundert; † 9. September 1922 in Monza) war ein deutscher Automobilrennfahrer.

## Karriere als Rennfahrer
Über Kuhns Leben ist nicht viel bekannt. Zu Beginn der 1920er-Jahre trat er als Werksfahrer für Austro-Daimler an. Bei der Targa Florio 1922, die über vier Runden auf dem 108 km langen Medio circuito delle Madonie auf Sizilien stattfand, belegte Kuhn den 22. Rang.
Zum Großen Preis von Italien 1922 am zweiten Septemberwochenende auf dem erst eine Woche zuvor eröffneten Autodromo di Monza nahe Mailand trat das Austro-Daimler-Team mit drei der von Ferdinand Porsche konstruierten Austro-Daimler ADS II-R an. Pilotiert wurden die Wagen von Kuhn, Alfred Neubauer und Lambert Pocher. Der Kurs beinhaltete damals ein Oval, welches heute stillgelegt ist, und die Strecke, die in wenig abgeänderter Form noch heute befahren wird. Durch seine langen Geraden und das Oval galt der Kurs als gefährlich und als sehr schnell.
Am 9. September 1922 verunglückte Kuhn im Training zum für den Folgetag geplanten Grand Prix tödlich. Das Unglück wurde durch ein gebrochenes Speichenrad an Kuhns Wagen ausgelöst. Das Fahrzeug kam daraufhin ins Schleudern und überschlug sich mehrmals. Kuhn wurde aus dem Wagen geschleudert und war auf der Stelle tot. Sein Beifahrer Fiedler überlebte mit schweren Verletzungen.
Das Austro-Daimler zog sein Team daraufhin vom Grand Prix zurück. Nur acht der ursprünglich gemeldeten 39 Wagen gingen vor etwa 200.000 Zuschauern ins Rennen. Es siegte Pietro Bordino in einem Fiat 804 vor seinem Teamkollegen Felice Nazzaro und Pierre de Vizcaya auf Bugatti.